# Capítulos y versículos de la Biblia

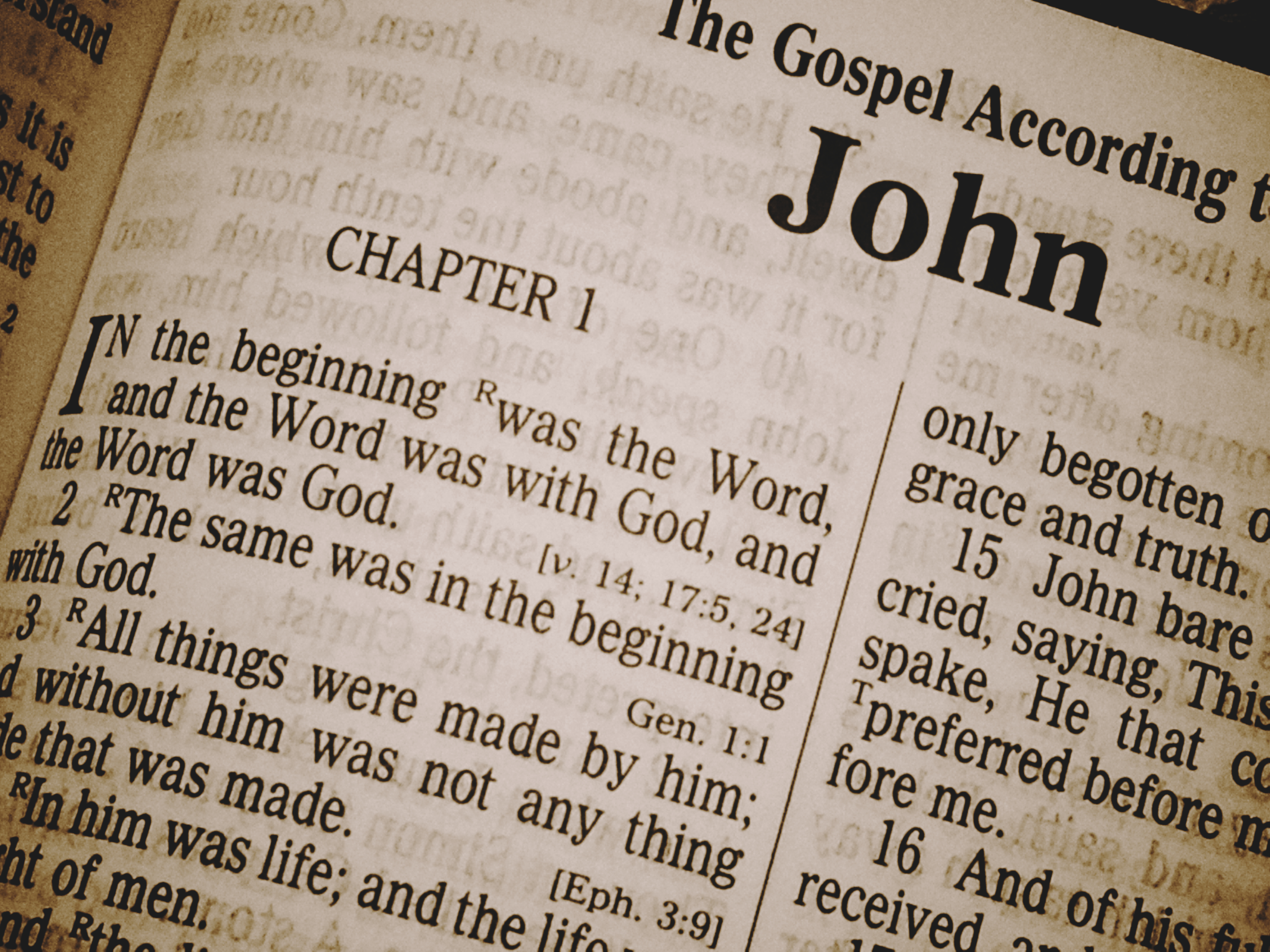
El Evangelio según San Juan - un texto que muestra las divisiones en capítulos y Versículos (Biblia del rey Jacobo)

Las divisiones en capítulos y Versículos no aparecían en los textos originales de las biblias judías o cristianas; tales divisiones forman parte del paratexto de la Biblia. Desde principios del siglo XIII, la mayoría de las copias y ediciones de la Biblia han presentado todos los libros bíblicos, excepto los más breves, con divisiones en capítulos, generalmente de una página de extensión. Desde mediados del siglo XVI, los editores han subdividido cada capítulo en Versículos, cada uno de los cuales consta de unas pocas líneas cortas o de una o más frases. Ester 8:9 es el versículo más largo y Juan 11:35 es el más corto. A veces una frase abarca más de un versículo, como en el caso de Efesios 2:8-Efesios 2:9, y a veces hay más de una frase en un solo versículo, como en el caso de Génesis 1:2.
Las divisiones judías del Texto hebreo difieren en varios puntos de las utilizadas por los cristianos. Por ejemplo, la tradición judía considera los ascripciones a muchos Salmos como versículos independientes o como partes de los versículos subsiguientes, mientras que la práctica cristiana establecida trata cada adscripción a los Salmos como independiente y sin numerar, lo que resulta en 116 versículos más en las versiones judías que en los textos cristianos. Algunas divisiones de capítulos también se producen en lugares diferentes, por ejemplo, Biblia hebreas tienen 1 Crónicas 5:27-41 mientras que las traducciones cristianas tienen 1 Crónicas 6:1-15.

## Historia

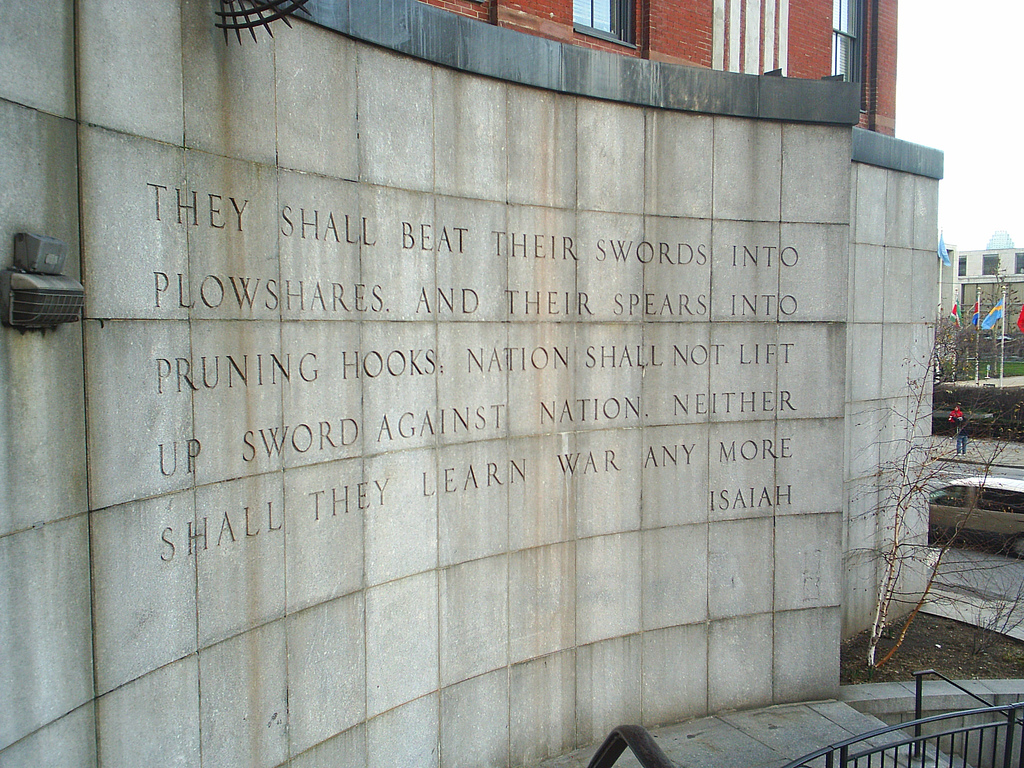
"...convertirán sus espadas en rejas de arado y sus lanzas en podaderas: No alzará espada nación contra nación, ni se adiestrarán más para la guerra." ~ Isaías 2:4 (Versículo de la Biblia frente a la Edificio de las Naciones Unidas en Nueva York)

.

### Capítulos
Los primeros manuscritos de los textos bíblicos no contenían las divisiones en capítulos y Versículos en la forma numerada que conocen los lectores modernos. En la antigüedad, los textos hebreos se dividían en párrafos (parashot) que se identificaban por dos letras del alfabeto hebreo. Peh (פ‎) indicaba un párrafo "abierto" que comenzaba en una nueva línea, mientras que Samekh (ס‎) indicaba un párrafo "cerrado" que comenzaba en la misma línea después de un pequeño espacio.  Estas dos letras inician las palabras hebreas abierto (patuach) y cerrado (satum), y son, ellas mismas, de forma abierta (פ) y cerrada (ס). Las primeras copias conocidas del Libro de Isaías de los Rollos del Mar Muerto utilizaban divisiones parashot, aunque difieren ligeramente de las divisiones del Masorético.
La Biblia hebrea también se dividió en algunas secciones más grandes. En Israel, la Torá (sus cinco primeros libros) se dividió en 154 secciones para que pudieran leerse en voz alta en el culto semanal a lo largo de tres años. En Babilonia, se dividió en 53 o 54 secciones (Parashá de la semana) para que pudiera leerse en un año. El Nuevo Testamento se dividió en secciones temáticas conocidas como kephalaia en el siglo IV. Eusebio de Cesarea dividió los evangelios en partes que enumeró en tablas o cánones. Ninguno de estos sistemas se corresponde con las divisiones modernas de los capítulos. (Véanse discusiones más completas más adelante.)
También se encuentran divisiones de capítulos, con títulos, en el manuscrito de Tours del siglo IX París Bibliothèque Nationale MS Lat. 3, la llamada Biblia de Rodrigo.
El cardenal arzobispo Stephen Langton y el cardenal Hugo de Sancto Caro desarrollaron diferentes esquemas para la división sistemática de la Biblia a principios del siglo XIII. Es el sistema del arzobispo Langton en el que se basan las divisiones modernas por capítulos.
Aunque las divisiones en capítulos se han hecho casi universales, a veces se han publicado ediciones de la Biblia sin ellas. Tales ediciones, que suelen utilizar criterios temáticos o literarios para dividir los libros bíblicos, incluyen John Locke's Paráfrasis y notas sobre las epístolas de San Pablo (1707), Alexander Campbell The Sacred Writings (1826), Daniel Berkeley Updike's catorce volúmenes The Holy Bible Containing the Old and New Testaments and the Apocrypha, Richard Moulton's The Modern Reader's Bible (1907), Ernest Sutherland Bates's The Bible Designed to Be Read as Living Literature (1936), Los libros de la Biblia (2007) de la Sociedad Bíblica Internacional (Biblica), los cinco volúmenes de Adam Lewis Greene Bibliotheca (2014), y la ESV Reader's Bible (2016) de Crossway Books.

### Versículos

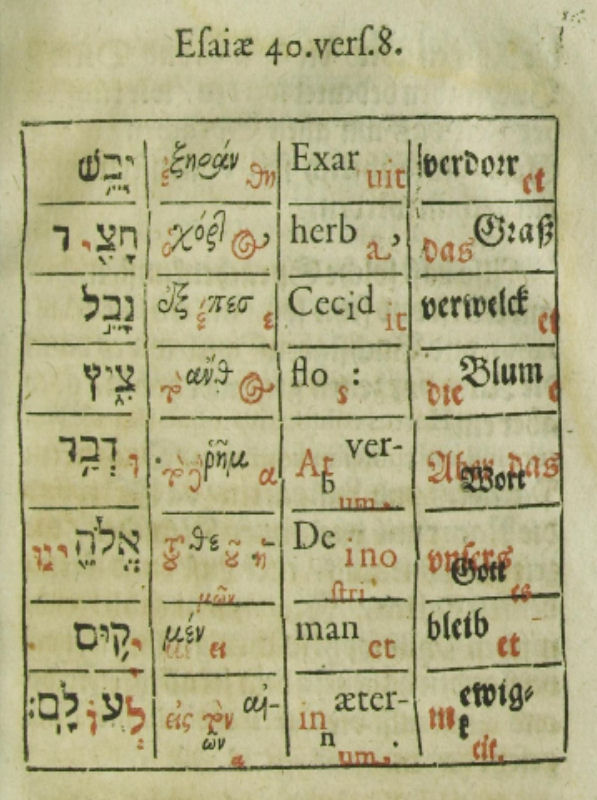
Capítulo 40 de Isaías, Versículo 8 en hebreo, griego, latín y alemán, con el versículo analizado palabra por palabra. En español, este Versículo se traduce "La hierba se seca y las flores se caen, pero la palabra de nuestro Dios permanece para siempre." (de Elias Hutter, 1602)

Desde al menos 916 el Tanaj ha contenido un extenso sistema de múltiples niveles de sección, párrafo y divisiones frasales que se indicaron en la vocalización masorética y marcas de cantilación.  Uno de los más frecuentes era un tipo especial de puntuación, el sof passuq', símbolo de un punto o pausa, parecido al : de la ortografía inglesa y latina. Con la llegada de la imprenta y la traducción de la Biblia hebrea al inglés, se hicieron versificaciones que se corresponden predominantemente con las pausas existentes en hebreo, con algunas excepciones aisladas. La mayoría las atribuyen al trabajo del rabino Isaac Nathan ben Kalonymus para la primera concordancia bíblica hebrea alrededor de 1440.
La primera persona que dividió los capítulos del Nuevo Testamento en Versículos fue el biblista dominico italiano Sanctes Pagnino (1470-1541), pero su sistema nunca fue ampliamente adoptado. Sus divisiones de versículos en el Nuevo Testamento eran mucho más largas que las que se conocen hoy. El impresor parisino Robert Estienne creó otra numeración en su edición de 1551 del Nuevo Testamento griego, que también se utilizó en su publicación de 1553 de la Biblia en francés. El sistema de división de Estienne fue ampliamente adoptado, y es este sistema el que se encuentra en casi todas las Biblias modernas. Estienne produjo una Vulgata en 1555 que es la primera Biblia que incluye los números de los Versículos integrados en el texto. Antes de esta obra, se imprimían en los márgenes.
El primer Nuevo Testamento en inglés que utilizó las divisiones de versículos fue una traducción de 1557 de William Whittingham (c. 1524-1579). La primera Biblia en inglés que utilizó tanto capítulos como versículos fue la Biblia de Ginebra publicada poco después por Sir Rowland Hill en 1560. Estas divisiones de versículos pronto ganaron aceptación como una forma estándar de anotar los versículos, y desde entonces se han utilizado en casi todas las Biblias en inglés y en la gran mayoría de las de otros idiomas.

## Versiones cristianas
Durante la época del Romano de Oriente (bizantino), la iglesia también introdujo un concepto más o menos similar a las divisiones en capítulos, llamado kephalaia (singular kephalaion, que literalmente significa encabezamiento). Este sistema, que estaba en vigor a más tardar en el siglo V, no es idéntico a los capítulos actuales. A diferencia de los capítulos modernos, que suelen tener una longitud más o menos similar, la distancia entre una marca de kephalaion y la siguiente variaba mucho en longitud tanto dentro de un mismo libro como de un libro a otro. Por ejemplo, el Sermón de la Montaña, que comprende tres capítulos en el sistema moderno, no tiene más que una marca de kephalaion, mientras que el único capítulo 8 moderno del Evangelio de Mateo tiene varias, una por milagro. Además, había muchas menos kephalaia en el Evangelio de Juan que en el Evangelio de Marcos, aunque este último es el texto más corto. En los manuscritos, las kephalaia con sus números, sus títulos estándar (titloi) y sus números de página se enumeraban al principio de cada libro bíblico; en el cuerpo principal del libro, sólo se marcaban con símbolos en forma de flecha o asterisco en el margen, no en el propio texto.
Los títulos solían referirse únicamente al primer acontecimiento o al primer punto teológico de la sección, y algunas kephalaia están manifiestamente incompletas si uno deja de leer en el punto donde comienza la siguiente kephalaion (por ejemplo, los relatos combinados de los milagros de la Hija de Jairo y de la curación de la hemorroísa tienen dos kephalaia marcadas, una titulada de la hija del jefe de la sinagoga al principio, cuando el jefe se acerca a Jesús, y otra titulada de la mujer que mana sangre, cuando la mujer entra en escena, mucho antes de que la hija del jefe sea curada y de que la historia del kephalaion anterior haya concluido). Así pues, las marcas de kephalaia se asemejan más a un sistema de marcadores o enlaces en un texto continuo, que ayudan al lector a encontrar rápidamente uno de varios episodios bien conocidos, que a un verdadero sistema de divisiones de capítulos.
A menudo se atribuye al cardenal Hugo de Sancto Caro el mérito de haber dividido por primera vez la Vulgata latina en capítulos en sentido real, pero es la disposición de su contemporáneo y compañero cardenal Stephen Langton quien en 1205 creó las divisiones capitulares que se utilizan hoy en día. Posteriormente, en el siglo XVI, se introdujeron en los manuscritos griegos del Nuevo Testamento. Robert Estienne (Robert Stephanus) fue el primero en numerar los versículos dentro de cada capítulo, sus números de versículo entraron en las ediciones impresas en 1551 (Nuevo Testamento) y 1553 (Biblia hebrea).
La división de la Biblia en capítulos y Versículos ha recibido críticas de algunos tradicionalistas y estudiosos modernos. Los críticos afirman que el texto se divide a menudo de forma incoherente, o en puntos retóricos inapropiados, y que incita a citar pasajes fuera de contexto. No obstante, los números de capítulos y Versículos se han convertido en referencias técnicas indispensables para el estudio de la Biblia.
Varias publicaciones modernas de la Biblia han eliminado la numeración de capítulos y Versículos. Biblica publicó una versión así de la NVI en 2007 y 2011. En 2014, Crossway Books publicó la ESV Reader's Bible y Biblioteca publicó una ASV modificada. También existen proyectos como Icthus que eliminan los números de capítulos y versículos de las traducciones existentes.

## Tradición judía
El Texto Masorético de la Biblia hebrea señala varios tipos diferentes de subdivisiones dentro de los libros bíblicos:

### Passukim
Los más importantes son los Versículos, o passukim (MH; ahora se pronuncia pesukim en todos los idiomas). Según la tradición del Talmud, la división del texto en versículos es de origen antiguo. En las versiones masoréticas de la Biblia, el final de un Versículo, o sof passuk', se indica mediante una pequeña marca en su palabra final llamada silluq (que significa parada). De manera menos formal, los finales de versículo también suelen indicarse con dos puntos verticales a continuación de la palabra con un silluq.

### Parashot
El Texto Masorético también contiene secciones, o porciones, llamadas parashot o parashiyot. El final de una parashá suele indicarse mediante un espacio dentro de una línea (una sección "cerrada") o el comienzo de una nueva línea (una sección "abierta"). La división del texto reflejada en las parashot suele ser temática. A diferencia de los capítulos, las parashot no están numeradas, pero algunas de ellas tienen títulos especiales.
En los primeros manuscritos (sobre todo en Tiberian masoréticos, como el códice de Alepo), una sección "abierta" también puede representarse con una línea en blanco, y una sección "cerrada" con una nueva línea ligeramente sangrada (la línea anterior también puede no estar completa). Estas últimas convenciones ya no se utilizan en los rollos de la Torá ni en las Biblias hebreas impresas. En este sistema, la única regla que diferencia las secciones "abiertas" de las "cerradas" es que las secciones "abiertas" deben empezar "siempre" al principio de una nueva línea, mientras que las secciones "cerradas" "nunca" empiezan al principio de una nueva línea.

### Sedarim
Otra división de los libros bíblicos que se encuentra en el Texto Masorético es la división en sedarim'. Esta división no es temática, sino que se basa casi totalmente en la cantidad de texto.[cita requerida] Para la Torá, esta división refleja el ciclo trienal de lectura que practicaban los judíos de la Tierra de Israel.[cita requerida]

## Estadísticas bíblicas
El número de palabras puede variar dependiendo de aspectos como si se incluye el alfabeto hebreo en el Salmo 119, las superinscripciones enumeradas en algunos de los Salmos y los subíndices que tradicionalmente se encuentran al final de las epístolas paulinas.
Salvo que se indique lo contrario, lo que sigue se aplica a la Reina Valera de la Biblia en su forma protestante moderna de 66 libros, incluidos el Nuevo Testamento y el protocanónico Antiguo Testamento, no los libros deuterocanónicos.

### Capítulos
- Hay 929 capítulos en el Antiguo Testamento.
  - 187 capítulos en el Pentateuco
  - 249 capítulos en los libros históricos
  - 243 capítulos en los libros poéticos ("Sabiduría")
  - 183 capítulos en los profetas mayores
  - 67 capítulos en los profetas menores
- Hay 260 capítulos en el Nuevo Testamento. 
  - 89 capítulos en los Evangelios
  - 28 capítulos en Hechos
  - 87 capítulos en las epístolas paulinas (excluida la Hebreos)
  - 34 capítulos en las epístolas generales (incluyendo Hebreos)
  - 22 capítulos en Revelación
- Esto da un total de 1.189 capítulos (en promedio, 18 por libro).
- Salmo 117, el capítulo más corto, es también el capítulo central de la Biblia, siendo el capítulo 595.[28]
- Salmo 119 es el capítulo más largo de la Biblia.
- Cinco libros son un solo capítulo: Obadías, Filemón, 2 y 3 Juan, Judías. En muchas ediciones impresas, se omite el número de capítulo para estos libros, y las referencias sólo utilizan los números de Versículo.

| Libro / División                    | Libro / División                    | Capítulos | Capítulos |
| ----------------------------------- | ----------------------------------- | --------- | --------- |
| Pentateuco (o Ley)                  | Pentateuco (o Ley)                  | 187       |           |
|                                     | Génesis                             | 50        | 50        |
|                                     | Éxodo                               | 40        | 40        |
|                                     | Levítico                            | 27        | 27        |
|                                     | Números                             | 36        | 36        |
|                                     | Deuteronomio                        | 34        | 34        |
| Libros históricos                   | Libros históricos                   | 249       |           |
|                                     | Josué                               | 24        | 24        |
|                                     | Jueces                              | 21        | 21        |
|                                     | Ruth                                | 4         | 4         |
|                                     | 1 Samuel                            | 31        | 31        |
|                                     | 2 Samuel                            | 24        | 24        |
|                                     | 1 Reyes                             | 22        | 22        |
|                                     | 2 Reyes                             | 25        | 25        |
|                                     | 1 Crónicas                          | 29        | 29        |
|                                     | 2 Crónicas                          | 36        | 36        |
|                                     | Ezra                                | 10        | 10        |
|                                     | Nehemías                            | 13        | 13        |
|                                     | Ester                               | 10        | 10        |
| Libros de la Sabiduría (o "Poesía") | Libros de la Sabiduría (o "Poesía") | 243       |           |
|                                     | Job                                 | 42        | 42        |
|                                     | Salmos                              | 150       | 150       |
|                                     | Proverbios                          | 31        | 31        |
|                                     | Eclesiastés                         | 12        | 12        |
|                                     | Cantares de Salomón                 | 8         | 8         |
| Profetas mayores                    | Profetas mayores                    | 183       |           |
|                                     | Isaías                              | 66        | 66        |
|                                     | Jeremías                            | 52        | 52        |
|                                     | Lamentaciones                       | 5         | 5         |
|                                     | Ezequiel                            | 48        | 48        |
|                                     | Daniel                              | 12        | 12        |
| Profetas menores                    | Profetas menores                    | 67        |           |
|                                     | Oseas                               | 14        | 14        |
|                                     | Joel                                | 3         | 3         |
|                                     | Amós                                | 9         | 9         |
|                                     | Abdías                              | 1         | 1         |
|                                     | Jonás                               | 4         | 4         |
|                                     | Miqueas                             | 7         | 7         |
|                                     | Nahum                               | 3         | 3         |
|                                     | Habacuc                             | 3         | 3         |
|                                     | Sofonías                            | 3         | 3         |
|                                     | Hageo                               | 2         | 2         |
|                                     | Zacarías                            | 14        | 14        |
|                                     | Malaquías                           | 4         | 4         |

| Libro / División                   | Libro / División                   | Capítulos | Capítulos |
| ---------------------------------- | ---------------------------------- | --------- | --------- |
| Evangelios                         | Evangelios                         | 89        |           |
|                                    | Mateo                              | 28        | 28        |
|                                    | Marcos                             | 16        | 16        |
|                                    | Lucas                              | 24        | 24        |
|                                    | Juan                               | 21        | 21        |
| Historia                           | Historia                           | 28        |           |
|                                    | Hechos                             | 28        | 28        |
| Epístolas paulinas                 | Epístolas paulinas                 | 87        |           |
|                                    | Romanos                            | 16        | 16        |
|                                    | 1 Corintios                        | 16        | 16        |
|                                    | 2 Corintios                        | 13        | 13        |
|                                    | Gálatas                            | 6         | 6         |
|                                    | Efesios                            | 6         | 6         |
|                                    | Filipenses                         | 4         | 4         |
|                                    | Colosenses                         | 4         | 4         |
|                                    | 1 Tesalonicenses                   | 5         | 5         |
|                                    | 2 Tesalonicenses                   | 3         | 3         |
|                                    | 1 Timoteo                          | 6         | 6         |
|                                    | 2 Timoteo                          | 4         | 4         |
|                                    | Tito                               | 3         | 3         |
|                                    | Filemón                            | 1         | 1         |
| Otras epístolas                    | Otras epístolas                    | 34        |           |
|                                    | Hebreos                            | 13        | 13        |
|                                    | Santiago                           | 5         | 5         |
|                                    | 1 Pedro                            | 5         | 5         |
|                                    | 2 Pedro                            | 3         | 3         |
|                                    | 1 Juan                             | 5         | 5         |
|                                    | 2 Juan                             | 1         | 1         |
|                                    | 3 Juan                             | 1         | 1         |
|                                    | Judas                              | 1         | 1         |
| Escritos apocalípticos (Profecías) | Escritos apocalípticos (Profecías) | 22        |           |
|                                    | Revelación                         | 22        | 22        |